# António Bandeira Cabrita
António Bandeira Cabrita (Vila Real de Santo António, 20 de Junho de 1910 - Talavera de La Reina, 3 de Setembro de 1936) foi um jornalista e sindicalista português. Participou na Revolta de 26 de Agosto de 1931, tendo sido exilado em Timor. Lutou pelo lado republicano durante a Guerra Civil Espanhola, onde morreu a combater.

## Biografa

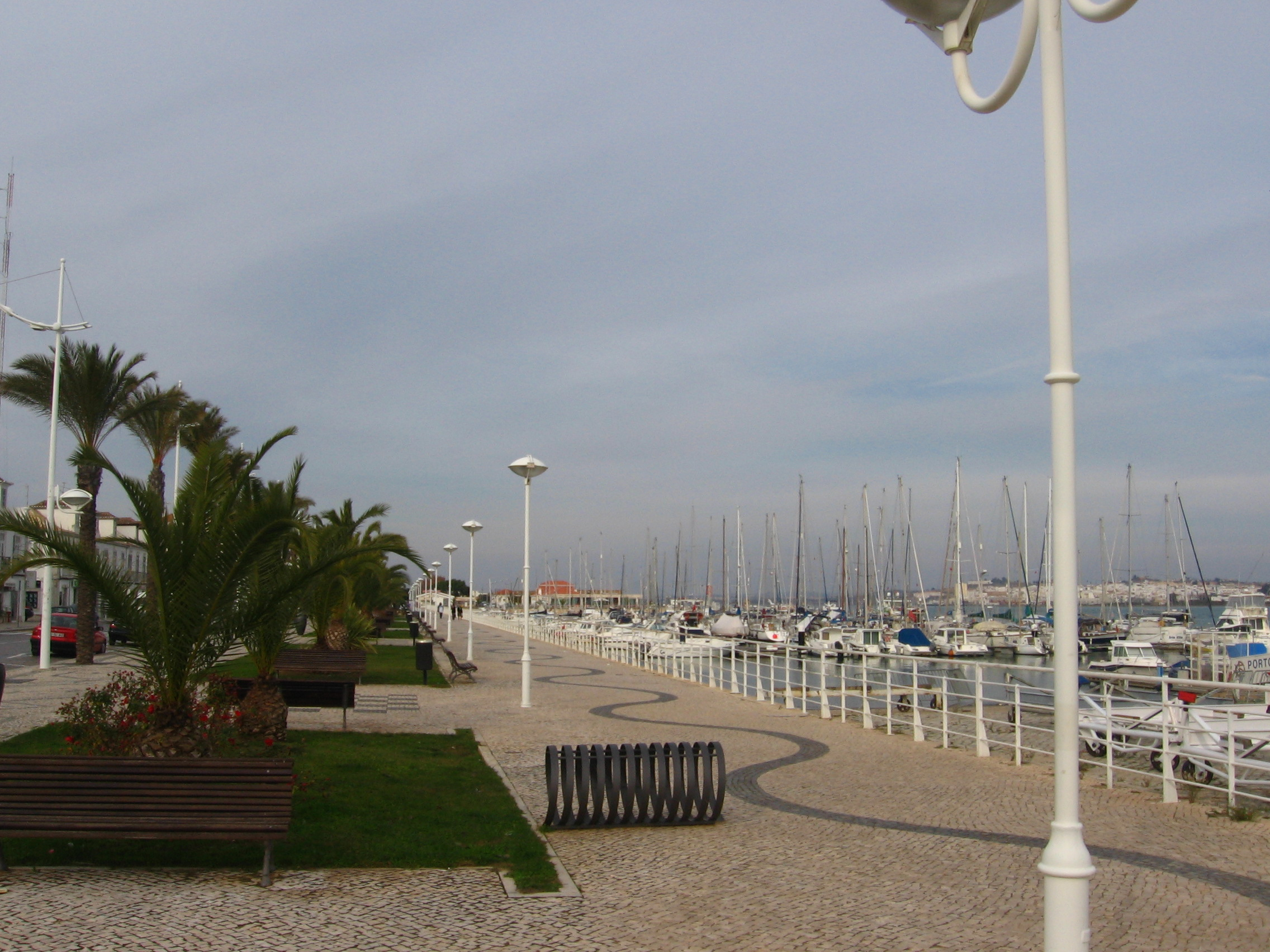
Vila Real de Santo António.

### Nascimento e educação
António Bandeira Cabrita nasceu em 20 de Junho de 1910, em Vila Real de Santo António, no Algarve. Frequentou o curso dos liceus em Lisboa.

### Carreira profissional e activismo político
Ainda em Lisboa, participou nas lutas estudantis, e filiou-se no Partido Comunista Português. Aos 18 anos, já exercia como redactor no semanário Pequeno em Tudo de Vila Real de Santo António, onde escreveu principalmente sobre as crianças e o ensino. Começou posteriormente a mostrar simpatia pela causa dos operários, tendo conseguido unificar as várias organizações sindicalistas no Sindicato dos Trabalhadores da Terra e Mar de Vila Real de Santo António, que dirigiu em conjunto com o poeta António Vicente Campinas.
Em 1931, já tinha ascendido à posição de secretário do Comité Central no partido. Foi preso na noite de 25 de Agosto de 1931, no âmbito da revolta falhada de 26 de Agosto de 1931, tendo sido um dos 600 portugueses que foram deportados sem julgamento para a ilha de Timor. Foram embarcados à força no navio Pedro Gomes no Cais de Belém, em 2 de Setembro desse ano. Apesar das péssimas condições que os deportados sofreram na ilha, António Cabrita conseguiu sobreviver, tendo-se integrado na equipa do Laboratório Químico-Biológico do Hospital Dr. Carvalho em Díli, e depois fugiu para a União Soviética, passando por Macau e pelo Japão.

### Carreira militar e morte
Foi um dos primeiros portugueses que se alistaram nas brigadas populares dos exércitos republicanos, durante a Guerra Civil Espanhola, atingindo a posição de tenente. Morreu em combate durante a Batalha de Talavera de la Reina, perto de Toledo, em 3 de Setembro de 1936, tendo o seu funeral tido honras de estado por parte da República Espanhola.

## Homenagens
O nome de António Bandeira Cabrita foi colocado numa praceta em Vila Real de Santo António, com uma placa comemorativa colocada em 12 de Junho de 1976 e renovada em 18 de Junho de 2015. Esta homenagem foi feita por iniciativa de António Vicente Campinas, que escreveu vários artigos no Jornal do Algarve em memória de António Pereira Cabrita. Em Fevereiro de 2018, a comissão política concelhia do Partido Comunista Português de Vila Real de Santo António organizou uma sessão sobre os 80 anos da Guerra Civil Espanhola, onde se evocou a memória de António Bandeira Cabrita.